# GOOD BOY (EP)
GOOD BOY는 대한민국의 가수 백지영의  두 번째 미니 음반이다. 음반 발매 전, 2012년 5월 7일 리쌍의 개리가 피처링으로 참여한 〈목소리〉를 선공개했고, 5월 17일 로엔 엔터테인먼트를 통해 발매되었다.

## 작업 및 발매 과정
백지영은 현재까지 발라드 장르의 드라마 OST에 참여해왔으나, 백지영은 업템포 노래로 컴백 한 것에 대해 "이쯤해서 업템포의 노래가 필요할 것이라 봤다. 너무 발라드 가수로 귀결되는 건 오히려 내 생명력을 줄이는 것이라 여겼다"고 말했다.
백지영은 음반 발매 전, 2012년 5월 7일 수록곡 〈목소리〉를 선공개했다. 발라드 노래 〈목소리〉를 선공개한 이유가 업템포 스타일의 타이틀곡을 더 극대화 시키기 위해서라고 밝혔다. 이후 5월 17일 2009년 발매했던 Ego 이후 3년만에 발매하는 두 번째 미니 앨범 GOOD BOY를 로엔 엔터테인먼트를 통해 발매했다.

## 구성
첫 번째 트랙이자 타이틀곡인 "Good Boy"는 이단옆차기와 Fiera Music이 참여한 댄스 팝 노래로, 비스트의 용준형이 피처링으로 참여했다. 원래 "Good Boy"의 랩 파트는 백지영이 혼자 부르기로 결정돼 있었지만, 이단옆차기의 박장근이 남자와 함께 주고받으면 어떻겠냐고 제안을 해 용준형이 참여하기로 변경되었다. 두 번째 트랙 〈목소리〉는 리쌍의 개리가 피처링으로 참여한 노래로, 알앤비 그루감이 있는 비트와 감성적 멜로디가 돋보이는 곡으로 역시 이단 옆차기가 프로듀서로 참여했다. 세 번째 트랙 〈어제보다 오늘 더〉는 하우스 리듬을 기반으로 한 노래이다. 이 외에 나머지 트랙들은 "Good Boy"와 〈목소리〉의 다른 버전과  Inst. 버전으로 수록되었다.

## 뮤직비디오
뮤직비디오의 감독은 화장품 광고와 LG X note, 싸이언 등의 CF 감독으로 활동해왔던 강종명이 맡았다. 뮤직비디오는 4월에 일산 아트하우스 세트장에서 촬영했는데, 고급스럽고 감각적인 영상미와 오브제를 활용한 중세분위기의 세트로 꾸몄다. 또한 뮤직비디오에 용준형이 출연했다.

## 수록곡
| #            | 제목                                  | 재생 시간 |
| ------------ | ------------------------------------- | --------- |
| 1.           | 〈Good Boy〉 (Feat. 용준형 of 비스트) | 3:44      |
| 2.           | 〈목소리〉 (Feat. 개리 of 리쌍)       | 4:15      |
| 3.           | 〈어제보다 오늘 더〉                  | 3:23      |
| 4.           | 〈Good Boy〉 (Acoustic Ver.)          | 3:38      |
| 5.           | 〈목소리〉 (Only Song)                | 4:15      |
| 6.           | 〈Good Boy〉 (Inst.)                  | 3:44      |
| 7.           | 〈목소리〉 (Inst.)                    | 4:15      |
| 총 재생 시간 | 총 재생 시간                          | 27:09     |